# Município de Green (condado de Shelby, Ohio)
O município de Green (em inglês: Green Township) é um município localizado no condado de Shelby no estado estadounidense de Ohio. No ano de 2010 tinha uma população de 919 habitantes e uma densidade populacional de 14,1 pessoas por km².

## Geografia
O município de Green encontra-se localizado nas coordenadas 40° 13′ 40″ N, 84° 03′ 55″ O. Segundo a Departamento do Censo dos Estados Unidos, o município tem uma superfície total de 65.2 km², da qual 65,19 km² correspondem a terra firme e (0,01 %) 0,01 km² é água.

## Demografia
Segundo o censo de 2010, tinha 919 pessoas residindo no município de Green. A densidade populacional era de 14,1 hab./km².